# Тарас Бульба (фильм, 1936)
«Тара́с Бу́льба» (фр. Tarass Boulba) — французская историческая драма режиссёра Алексея Грановского, вышедшая на экраны 5 марта 1936 года. Экранизация одноимённой повести Николая Васильевича Гоголя. Главные роли исполнили Гарри Бор, Жан-Пьер Омон и Даниэль Дарьё.
Позже права на фильм выкупил кинорежиссёр и продюсер Александр Корда, который переделал его и выпустил в Великобритании под названием «Сын-мятежник» (1938).

## Сюжет
Казацкий полковник Тарас Бульба встречает сыновей Андрия и Остапа, вернувшихся из киевской бурсы. Остап даже не научился там читать, чем он немало гордится, тогда как Андрей добился блестящих успехов в учёбе. Андрей любит Марину, дочь польского князя, на которого под надуманным предлогом казаки идут войной. Однако повод не имеет значения, поскольку главное — сражаться, поскольку «жизнь не весела, если вокруг только одни друзья». Ради своей любимой, оказавшейся в осаждённой казаками крепости, Андрий переходит на сторону врага. В разгар битвы Тарас сталкивается с ним лицом к лицу. Он приказывает ему спешиться, говорит: «Молись», после чего хладнокровно убивает. Другого сына, Остапа, взяли в плен, его готовятся повесить. Тарас и ещё несколько человек, спрятавшись в повозках с сеном, врываются в крепость и освобождают его. Князю на подмогу из Варшавы приходит подкрепление. Смертельно раненый Тарас передаёт командование сыну и погибает в бою.

## В ролях
| В ролях       |  | Персонаж        |
| ------------- |  | --------------- |
| Гарри Бор     |  | Тарас Бульба    |
| Жан-Пьер Омон |  | Андрий Бульба   |
| Роже Дюшен    |  | Остап Бульба    |
| Даниэль Дарьё |  | Марина          |
| Жанин Криспен |  | Галка           |
| Пьер Ларке    |  | Сашка           |
| Жорж Поле     |  | Ибрагим         |
| Фернан Леду   |  | Товкач          |
| Поль Амио     |  | князь Замницкий |
| Полин Картон  |  | воспитательница |
| Нан Жермон    |  | Зельма          |
| Ноэль Роквер  |  | казак           |
| Жорж Сийяр    |  | казак           |
| Гюстав Юбердо |  | казак           |

## Съёмочная группа
Ряд кинематографистов, принимавших участие в создании фильма, были из числа эмигрантов, покинувших Россию после Революция 1917 года и в 1920-е годы: Алексей Грановский (режиссёр), Андрей Андреев (художник-постановщик совместно с Люсьеном Аггентаном) и Юрий (Жорж) Анненков (художник по костюмам).